# Pulsar (telefono)

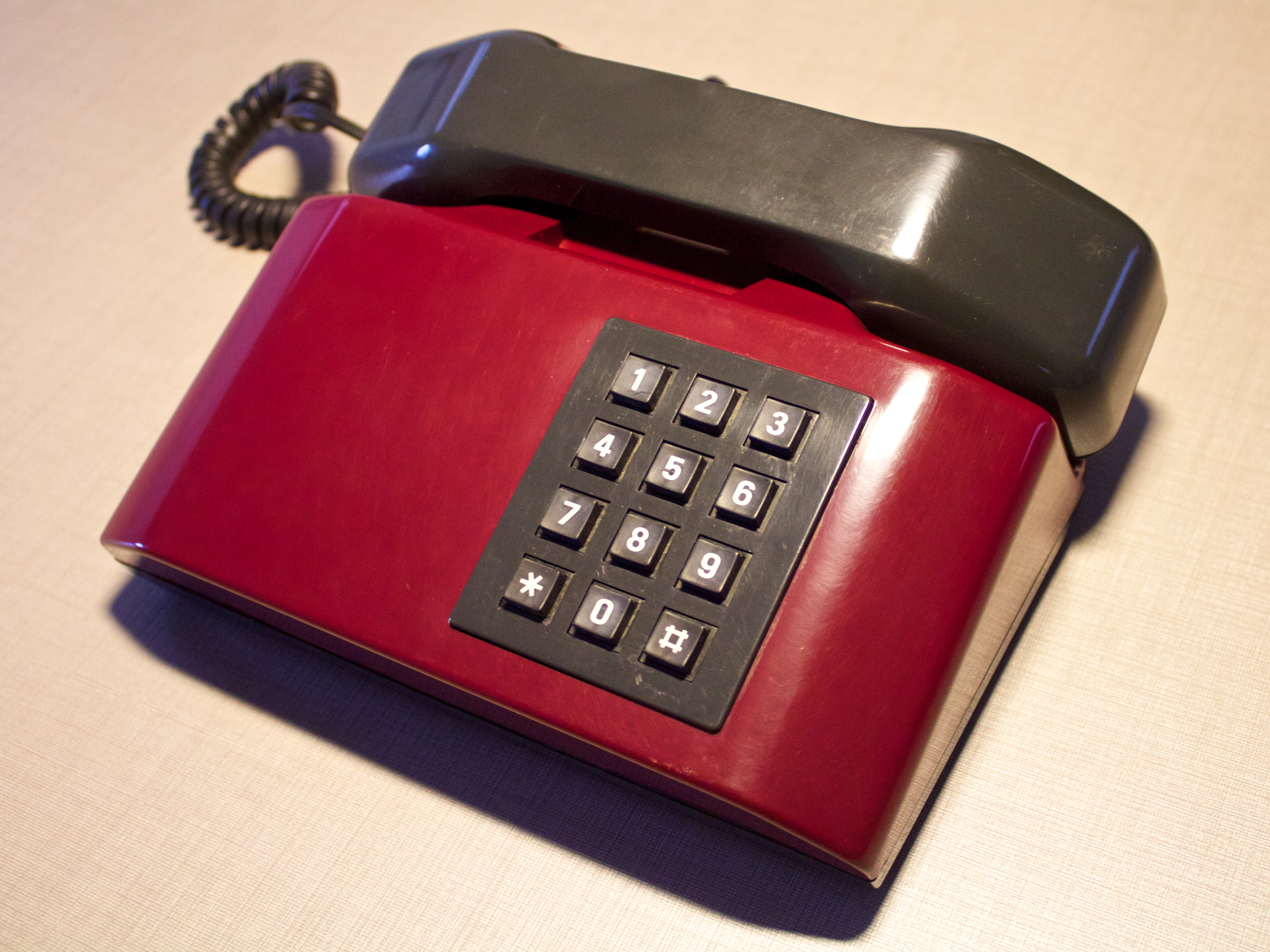
Telefono Pulsar rosso

Il Pulsar è un telefono fisso a tasti creato da Italtel per SIP (Società Italiana per l'Esercizio delle Telecomunicazioni) nel 1985 e prodotto anche dalla FACE STANDARD e dalla FATME.

## Caratteristiche
Inizialmente il telefono Pulsar veniva fornito, su richiesta e dietro pagamento di un canone maggiorato, come alternativa all'apparecchio Siemens S62 detto "Bigrigio"; in seguito sostituì del tutto tale apparecchio.
A richiesta, come segnalato in alcuni vecchi cataloghi promozionali, denominati "Il Tutto SIP", poteva venir fornito anche con il disco combinatore al posto della tastiera, con selettore probabilmente mutuato dal Siemens Grillo, vista anche la dimensione ridotta dell'apertura posta sul cruscotto e del supporto inclinato della tastiera.
Il Pulsar è stato il primo telefono fornito da SIP omologato come parzialmente elettronico: era privo dei meccanismi a molla e degli interruttori nel dispositivo di composizione del numero, ma ancora dotato di suoneria elettromeccanica. 
I numeri selezionati vengono inviati in centrale secondo il sistema a sequenza di impulsi (cambi di impedenza) già in uso in precedenza: la vera differenza tecnica tra il sistema del telefono S62 e il sistema del Pulsar è che, nel secondo caso, gli impulsi sono generati da una scheda elettronica totalmente a stato solido anziché da un dispositivo elettromeccanico azionato da una molla (disco combinatore), come avveniva nel precedente telefono.
Il telefono venne prodotto inizialmente con i connettori dei cavi per la connessione alla linea e, tra base e micro telefono, montato in modo "rigido" all'interno dell'apparecchio, in modo tale da non poter esser rimossi.
La suoneria, analogamente al modello S62 e ai telefoni delle generazioni precedenti, è costituita da un cicalino elettromeccanico.
Il Pulsar, come tutti gli apparecchi forniti dalla SIP, supporta la funzione di riservatezza della conversazione, disponibile su impianti appositamente realizzati e dotati di presa telefonica tripolare, lo standard in uso all'epoca in cui il Pulsar è stato concepito; tale funzione fa in modo che, quando viene avviata una chiamata da un telefono, tutti gli altri apparecchi collegati sulla stessa linea vengono esclusi, impedendo che, alzando la cornetta mentre la linea è già impegnata, si possa ascoltare la telefonata in corso.
Il Pulsar non supporta ancora la selezione a toni DTMF ma presenta, oltre alle normali dieci cifre, due tasti funzione aggiuntivi: l'asterisco (*) e il cancelletto (#), che permettono di accedere a funzioni aggiuntive su centrali telefoniche predisposte. Sull'apparecchio il tasto asterisco (*) operava con due modalità differenti:
- in composizione normale, effettuava la rielezione dell'ultimo numero composto (funzione "ReDial”);
- in composizione su apparecchio derivato da centralino, dopo lo zero, inseriva una pausa, in modo da poter ottenere la linea da centrale.
Il tasto cancelletto operava invece, come esclusione dell'audio dal microfono.
In seguito, sul cruscotto dell'apparecchio, iniziano a comparire i tasti R ed RP: nelle prime versioni era presente il solo tasto R, per porre eventuali chiamate in attesa e/o rispondere al altre chiamate in arrivo, successivamente venne aggiunto anche il tasto RP per la ripetizione rapida dell'ultimo numero selezionato.
Per alcune categorie di utenza e/o centralini, era disponibile una versione nativa DTMF, con tastiera identica al pulsar standard, ma dotata di una colonna di tasti con le lettere A, B, C e D, per lutilizzo di eventuali altri servizi lanciati in futuro.
Lo stesso apparecchio è stato prodotto anche in versione con vivavoce integrato e, denominato PulsaVox.

Il telefono Pulsar veniva fornito esclusivamente con spina per presa telefonica tripolare, pertanto, analogamente al Siemens S62, se si vuole utilizzarlo sulle reti attuali (l'unico operatore ad accettare ancora la selezione a treno di impulsi è TIM) è necessario disporre di una presa di tale tipologia oppure, se si intende utilizzare una moderna presa a jack tipo RJ-11, di un apposito adattatore.
Nel 1988 l'apparecchio venne lievemente aggiornato e dotato di corda a spirale per il ricevitore, che si poteva inserire nel corpo del telefono con un jack di nuova generazione; internamente, invece, venne rivisto il sistema della suoneria, che passò dalle due classiche "campanelle" elettromeccaniche ad un dispositivo di squillo di tipo elettronico, in grado di generare più suonerie diverse, selezionabili mediante opportune circuitazioni elettroniche. Con entrambe le tecnologie, il telefono veniva fatto squillare tramite un segnale elettrico di chiamata in corrente alternata, inviato sulla rete telefonica alla tensione di 110 V, esattamente come avveniva sul precedente apparecchio Siemens S62.
Venne sostituito nel 1990 dal modello Sirio.